# WWC Universal Heavyweight Championship
Il WWC Universal Heavyweight Championship è un titolo di wrestling di proprietà della World Wrestling Council (WWC). A livello locale, è esclusivamente difeso in WWC, ma ha fatto parecchie apparizioni in promozioni straniere. Tutti, tranne due, i cambiamenti del titolo sono avvenuti in eventi della WWC, con le eccezioni degli eventi organizzati dalla International World Class Championship Wrestling (IWCCW) e della International Wrestling Association (IWA). I cambi di titolo nel programma della WWC, Superestrellas de la Lucha Libre, di solito vanno in onda in ritardo e quindi vengono elencate le date in cui l'episodio va in onda piuttosto che la data effettiva in cui è avvenuto il passaggio di cintura.
Il titolo è attivo a partire dal 1982, quando fu assegnato ad Abdullah the Butcher.
Il campione inaugurale fu Abdullah the Butcher. Carlos Colón ha detenuto il titolo più di chiunque altro, ben 26 regni e il record di giorni combinati come campione: 3,945. Inoltre il secondo regno di Carlos Colón, durato 655 giorni, è il più lungo della storia del titolo mentre l'undicesimo regno di Carly Colón e i due unici regni di Vampiro e Lance Hoyt detengono il record per il regno più corto con meno di un giorno.

## Storia
La federazione, che al tempo operava sotto il nome di Capitol Sports Promotions (CSP), originò il titolo, che inizialmente portava il nome di CSP World Heavyweight Championship, assegnandolo ad Abdullah the Butcher, in seguito alla vittoria di un torneo (fittizio) disputato in Giappone, come parte di una storyline che collegava Abdullah alla All Japan Pro Wrestling. Tre giorni dopo Carlos Colón fu il primo wrestler locale a vincere il titolo, difendendolo sul territorio nazionale nel suo primo anno di regno e rinominandolo in WWC World Heavyweight Championship in seguito al cambio di nome della federazione.
Nel dicembre 1983 la CSP diede una grande rilevanza alla faida tra Colón, allora detentore del WWC World Heavyweight Championship, e Ric Flair, detentore del NWA World Heavyweight Championship, attraverso varie interviste in cui i due consideravano il loro titolo l'unico vero titolo mondiale. La rivalità culminò in un incontro che si tenne il 18 dicembre 1983 a Bayamón, dove Colón vinse la contesa, venendo dichiarato unico campione indiscusso; in questo processo il titolo fu rinominato in WWC Universal Heavyweight Championship.
Il 15 dicembre 2007 Scott Hall, allora detentore del titolo, non partecipò ad un evento WWC e fu costretto a rendere vacante il titolo, che fu riassegnato all'allora primo sfidante Miguel Maldonado. Il 6 gennaio 2008 Jack Melendez, manager della fazione La Rabia, dove militava Maldonado, lasciò la compagnia per divergenze di opinioni con la dirigenza, e l'intera fazione lo seguì. Il giorno stesso Maldonado apparve in un evento della International Wrestling Association ancora in possesso della cintura WWC e sfidò Freddie Lozada, detentore dell'IWA World Heavyweight Championship. ad un incontro di unificazione, vinto la sera stessa da Lozada.
Al termine del match un membro della dirigenza della WWC, presente all'evento, chiese che la cintura del WWC Universal Heavyweight Title gli venisse restituita, ma il personale della IWA l'aveva sostituita con la cintura della Revolution X-Treme Wrestling, spostando quella dell'Universal Title in un'altra location. Questo portò a degli scontri tra le due dirigenze con intervento della polizia, ma la IWA mantenne il possesso della cintura. Questa fu restituita solo in seguito ad un ultimatum della WWC, che minacciò azioni legali se la restituzione non fosse avvenuta entro 48 ore. In ogni caso, IWA e NWA considerano valido l'incontro di unificazione, riconoscendo Lozada come il primo campione Undisputed di Porto Rico.
Il titolo, con un nuovo design, fu riassegnato il 19 luglio 2008 in un torneo vinto da Daniel Torres, che però dopo appena 36 giorni lasciò la federazione portando con sé la cintura, accasandosi in IWA e apparendo ai loro eventi con un borsone nero, presumibilmente contenente il titolo WWC. La WWC fu costretta a dichiarare il titolo vacante e reintrodurre il vecchio design. Nel 2009 Torres fece ritorno nella federazione riportando con sé la cintura e sfidando l'allora campione Angel Rosado ad un incontro di unificazione, che in una prima occasione vide un no-contest, ma nella rivincita fu vinto da Torres.

## Albo d'oro
Statistiche aggiornate al 13 marzo 2025
| Simboli | Significato                                             |
| ------- | ------------------------------------------------------- |
| †       | Indica che il regno non è riconosciuto dalla WWC        |
| <1      | Indica che il regno titolato è durato meno di un giorno |

| Legenda  | Legenda |
| -------- | --- |
| #        | Indica il numero del regno titolato |
| Regno    | Viene indicato il numero del regno del campione |
| Data     | La data in cui il titolo è stato vinto; nel caso in cui il titolo è stato vinto in un evento registrato viene indicata la data di messa in onda                               |
| Località | La città in cui il titolo è stato vinto |
| Evento   | L'evento dove ha conquistato il titolo |
| Note     | Vengono inserite informazioni come cambio di nome del titolo o cambio di cintura, oltre a specificare in quale incontro (diverso da un match singolo) il titolo è stato vinto |
| Fonti    | Fonti che ne attestino la veridicità |

| #   | Campione                 | Regno | Data              | Giorni | Località                  | Evento                               | Note | Fonti  |
| --- | ------------------------ | ----- | ----------------- | ------ | ------------------------- | ------------------------------------ | --- | ------ |
| 1   | Abdullah the Butcher     | 1     | 20 giugno 1982    | 34     | Okinawa, Giappone         | —                                    | Abdullah venne riconosciuto come CSP Heavyweight Champion al suo ritorno e successivamente venne riconosciuto campione dopo aver battuto Antonio Inoki il 20 giugno 1982 a Okinawa, Giappone.                                      |        |
| 2   | Carlos Colón             | 1     | 24 luglio 1982    | 273    | San Juan, Porto Rico      | Superestrellas de la Lucha Libre     | Durante questo regno il titolo venne rinominato in WWC World Heavyweight Championship. |        |
| 3   | Ox Baker                 | 1     | 23 aprile 1983    | 21     | San Juan, Porto Rico      | Superestrellas de la Lucha libre     | |        |
| 4   | Carlos Colón             | 2     | 14 maggio 1983    | 655    | San Juan, Porto Rico      | Superestrellas de la Lucha Libre     | Il titolo venne rinominato WWC Universal Championship dopo che il 18 dicembre 1983 a Bayamón, Porto Rico Colón sconfisse l'NWA World Heavyweight Champion Ric Flair in un cage match.                                              |        |
| 5   | Dory Funk Jr.            | 1     | 27 febbraio 1985  | 80     | Bangor, Maine             | Superestrellas de la Lucha Libre     | In un evento internazionale. Questa è la prima (e, per ora, anche ultima) volta che il titolo ha cambiato possessore al di fuori di Porto Rico.                                                                                    |        |
| —   | Vacante                  | —     | 18 maggio 1985    | —      | Bayamón, Porto Rico       | Superestrellas de la Lucha Libre     | Reso vacante dopo un match tra Carlos Colón e Dory Funk Jr. |        |
| 6   | Carlos Colón             | 3     | 15 giugno 1985    | 98     | San Juan, Porto Rico      | Superestrellas de la Lucha Libre     | Sconfisse Dory Funk Jr. in un rematch. |        |
| —   | Vacante                  | —     | 21 settembre 1985 | —      | San Juan, Porto Rico      | Superestrellas de la Lucha Libre     | Reso vacante dopo un match contro Abdullah the Butcher. |        |
| 7   | Carlos Colón             | 4     | 19 ottobre 1985   | 193    | Bayamón, Porto Rico       | Superestrellas de la Lucha Libre     | Sconfisse Abdullah the Butcher in un rematch. |        |
| —   | Vacante                  | —     | 30 aprile 1986    | —      | —                         | Superestrellas de la Lucha Libre     | Il titolo venne reso vacante dopo l'infortunio di Carlos Colón. |        |
| 8   | Carlos Colón             | 5     | 21 settembre 1986 | 300    | San Juan, Porto Rico      | Superestrellas de la Lucha Libre     | Colón sconfisse Terry Funk nella finale di un torneo. |        |
| 9   | Hercules Ayala           | 1     | 18 luglio 1987    | 64     | San Juan, Porto Rico      | Superestrellas de la Lucha Libre     | |        |
| 10  | Carlos Colón             | 6     | 20 settembre 1987 | 146    | Ponce, Porto Rico         | Superestrellas de la Lucha Libre     | |        |
| 11  | Hercules Ayala           | 2     | 13 febbraio 1988  | 56     | San Juan, Porto Rico      | Superestrellas de la Lucha Libre     | |        |
| 12  | Carlos Colón             | 7     | 9 aprile 1988     | 105    | Caguas, Porto Rico        | Superestrellas de la Lucha Libre     | |        |
| 13  | Hercules Ayala           | 3     | 23 luglio 1988    | 32     | Arecibo, Porto Rico       | Superestrellas de la Lucha Libre     | |        |
| —   | Vacante                  | —     | 24 agosto 1988    | —      | —                         | Superestrellas de la Lucha Libre     | Ayala venne privato del titolo dopo aver attaccato la moglie di Carlos Colón durante un banchetto.(kayfabe) |        |
| 14  | Ron Garvin               | 1     | 24 novembre 1988  | 18     | Carolina, Porto Rico      | Superestrellas de la Lucha Libre     | Sconfisse Carlos Colón nella finale di un torneo. |        |
| 15  | Carlos Colón             | 8     | 12 dicembre 1988  | 166    | San Juan, Porto Rico      | Superestrellas de la Lucha Libre     | |        |
| 16  | Steve Strong             | 1     | 27 maggio 1989    | 133    | Caguas, Porto Rico        | Superestrellas de la Lucha Libre     | |        |
| 17  | Carlos Colón             | 9     | 7 ottobre 1989    | 21     | Bayamón, Porto Rico       | Superestrellas de la Lucha Libre     | |        |
| —   | Vacante                  | —     | 28 ottobre 1989   | —      | —                         | Superestrellas de la Lucha Libre     | Reso vacante dopo un match tra Colón e Steve Strong. |        |
| 18  | Carlos Colón             | 10    | 23 novembre 1989  | 24     | Bayamón, Porto Rico       | Superestrellas de la Lucha Libre     | Sconfisse Strong in un rematch |        |
| 19  | Leo Burke                | 1     | 17 dicembre 1989  | 54     | Mayagüez, Porto Rico      | Superestrellas de la Lucha Libre     | |        |
| 20  | TNT                      | 1     | 9 febbraio 1990   | 43     | Caguas, Porto Rico        | Superestrellas de la Lucha Libre     | |        |
| 21  | Abdullah the Butcher     | 2     | 24 marzo 1990     | 7      | San Juan, Porto Rico      | Superestrellas de la Lucha Libre     | |        |
| 22  | Carlos Colón             | 11    | 31 marzo 1990     | 259    | San Juan                  | Superestrellas de la Lucha Libre     | |        |
| —   | Vacante                  | —     | 15 dicembre 1990  | —      | Bayamón, Porto Rico       | Superestrellas de la Lucha Libre     | Reso vacante dopo un match tra Carlos Colón e Greg Valentine. |        |
| 23  | Carlos Colón             | 12    | 2 febbraio 1995   | 251    | Bayamón, Porto Rico       | Superestrellas de la Lucha Libre     | Sconfisse Valentine in un rematch. |        |
| —   | Vacante                  | —     | 5 ottobre 1991    | —      | Carolina, Porto Rico      | Superstrellas de la Lucha Libre      | Reso vacante dopo un match tra Colón e Dino Bravo |        |
| 24  | Carlos Colón             | 13    | 2 novembre 1991   | 91     | Carolina, Porto Rico      | Superestrellas de la Lucha Libre     | Sconfisse Bravo in un rematch. |        |
| 25  | Ron Garvin               | 2     | 1 febbraio 1992   | 63     | Caguas, Porto Rico        | Superestrellas de la Lucha Libre     | |        |
| 26  | Carlos Colón             | 14    | 4 aprile 1992     | 126    | Caguas, Porto Rico        | Superestrellas de la Lucha Libre     | |        |
| 27  | Invader I                | 1     | 8 agosto 1992     | 42     | Bayamón, Porto Rico       | Superestrellas de la Lucha Libre     | |        |
| 28  | Abdullah the Butcher     | 3     | 19 settembre 1992 | 5      | Carolina, Porto Rico      | Superestrellas de la Lucha Libre     | |        |
| 29  | Invader I                | 1     | 24 settembre 1992 | 16     | —                         | Superestrellas de la Lucha Libre     | Invader I venne premiato con il titolo dopo che il match del 19 settembre venne vinto da lui per decisione dopo le interferenze di Dick Murdoch.                                                                                   |        |
| —   | Vacante                  | –     | 10 ottobre 1992   | —      | Ponce, Porto Rico         | Superestrellas de la Lucha Libre     | Reso vacante dopo un match tra Invader I e Dick Murdoch. |        |
| 30  | Dick Murdoch             | 1     | 25 ottobre 1992   | 34     | Bayamón, Porto Rico       | Superestrellas de la Lucha Libre     | Sconfigge Invader I nel rematch |        |
| 31  | Carlos Colón             | 15    | 28 novembre 1992  | 246    | Manatí, Porto Rico        | Superestrellas de la Lucha Libre     | |        |
| —   | Vacante                  | –     | 1 agosto 1993     | —      |                           | Superestrellas de la Lucha Libre     | Reso vacante dopo il temporaneo ritiro di Colón |        |
| 32  | Greg Valentine           | 1     | 8 agosto 1993     | 227    | Bayamón, Porto Rico       | Superestrellas de la Lucha Libre     | Valentine sconfigge Invader I nella finale del torneo |        |
| 33  | Ray González             | 1     | 23 marzo 1994     | 0      | Trujillo Alto, Porto Rico | Superestrellas de la Lucha Libre     | |        |
| 34  | Greg Valentine           | 2     | 23 marzo 1994     | 10     | Trujillo Alto, Porto Rico | Superestrellas de la Lucha Libre     | |        |
| 35  | Ray González             | 2     | 2 aprile 1994     | 78     | Caguas, Puerto Rico       | Superestrellas de la Lucha Libre     | |        |
| 36  | Dutch Mantell            | 1     | 19 giugno 1994    | 49     | Toa Alta, Porto Rico      | Superestrellas de la Lucha Libre     | |        |
| 37  | Carlos Colón             | 16    | 7 agosto 1994     | 495    | Ponce, Porto Rico         | Superestrellas de la Lucha Libre     | Sconfigge Dutch Mantel in un Texas death double title match per i titoli WWC World Television e WWC Universal Heavyweight. | [ 3 ]  |
| —   | Vacante                  | –     | 15 dicembre 1995  | —      |                           | Superestrellas de la Lucha Libre     | Reso vacante dopo un match tra Colón e Mabel |        |
| 38  | Carlos Colón             | 17    | 6 gennaio 1996    | 1      | Caguas, Porto Rico        | Superestrellas de la Lucha Libre     | Sconfigge Mabel nel rematch. |        |
| 39  | Mabel                    | 1     | 7 gennaio 1996    | 34     | San Germán, Porto Rico    | Superestrellas de la Lucha Libre     | |        |
| 40  | Abdullah the Butcher     | 4     | 10 febbraio 1996  | 42     | Caguas, Porto Rico        | Superestrellas de la Lucha Libre     | |        |
| 41  | El Bronco                | 1     | 23 marzo 1996     | 28     | Caguas, Porto Rico        | Superestrellas de la Lucha Libre     | |        |
| 42  | Carlos Colón             | 18    | 20 aprile 1996    | 35     | Caguas, Porto Rico        | Superestrellas de la Lucha Libre     | |        |
| —   | Vacante                  | –     | 25 maggio 1996    | —      | Caguas, Porto Rico        | Superestrellas de la Lucha Libre     | Reso vacante dopo un match tra Colón e Mr. Hughes |        |
| 43  | Carlos Colón             | 19    | 15 giugno 1996    | 157    | Caguas, Porto Rico        | Superestrellas de la Lucha Libre     | Sconfigge Hughes nel rematch |        |
| 44  | Huracán Castillo         | 1     | 19 ottobre 1996   | 4      | Humacao, Porto Rico       | Superestrellas de la Lucha Libre     | |        |
| 45  | Carlos Colón             | 20    | 23 ottobre 1996   | 122    |                           | Superestrellas de la Lucha Libre     | Assegnato per decisione ufficiale |        |
| 46  | El Nene                  | 1     | 22 febbraio 1997  | 15     | Ponce, Porto Rico         | Superestrellas de la Lucha Libre     | |        |
| 47  | Carlos Colón             | 21    | 9 marzo 1997      | 13     | Humacao, Porto Rico       | Superestrellas de la Lucha Libre     | |        |
| —   | Vacante                  | –     | 22 marzo 1997     | —      | Yabucoa, Porto Rico       | Superestrellas de la Lucha Libre     | Reso vacante dopo un match tra Colón e Jim Steele |        |
| 48  | Carlos Colón             | 22    | 5 aprile 1997     | 36     | Caguas, Porto Rico        | Superestrellas de la Lucha Libre     | |        |
| —   | Vacante                  | –     | 11 maggio 1997    | —      | Cabo Rojo, Porto Rico     | Superestrellas de la Lucha Libre     | |        |
| 49  | Ray González             | 3     | 13 agosto 1997    | 172    | Humacao, Porto Rico       | Superestrellas de la Lucha Libre     | Sconfigge Tom Brandi nella finale di un torneo |        |
| —   | Vacante                  | –     | 1 febbraio 1998   | —      | Manatí, Porto Rico        | Superestrellas de la Lucha Libre     | Reso vacante dopo un match tra Ray González e Fidel Sierra |        |
| 50  | Ray González             | 4     | 14 febbraio 1998  | 43     | Caguas, Porto Rico        | Superestrellas de la Lucha Libre     | Sconfigge Sierra nel rematch |        |
| 51  | El Nene                  | 2     | 29 marzo 1998     | 41     | Gurabo, Porto Rico        | Superestrellas de la Lucha Libre     | |        |
| 52  | Ray González             | 5     | 9 maggio 1998     | 84     | Bayamón, Porto Rico       | Superestrellas de la Lucha Libre     | Assegnato d'ufficio |        |
| 53  | Carlos Colón             | 23    | 1 agosto 1998     | 1      | San Juan, Porto Rico      | Superestrellas de la Lucha Libre     | |        |
| 54  | Ray González             | 6     | 2 agosto 1998     | 116    | Mayagüez, Porto Rico      | Superestrellas de la Lucha Libre     | |        |
| 55  | Glamour Boy Shane        | 1     | 26 novembre 1998  | 2      | Bayamón, Porto Rico       | Superestrellas de la Lucha Libre     | |        |
| 56  | Ray González             | 7     | 28 novembre 1998  | 36     | Guaynabo, Porto Rico      | Superestrellas de la Lucha Libre     | |        |
| 57  | Carlos Colón             | 24    | 3 gennaio 1999    | 4      | Caguas, Porto Rico        | Superestrellas de la Lucha Libre     | |        |
| —   | Vacante                  | –     | 7 gennaio 1999    | —      | San Juan, Porto Rico      | Superestrellas de la Lucha Libre     | Colón viene privato del titolo per aver usato un oggetto illegale contro l'arbitro e Ray Gonzalez |        |
| 58  | Ray González             | 8     | 7 gennaio 1999    | 79     | San Juan, Porto Rico      | Superestrellas de la Lucha Libre     | Assegnato d'ufficio |        |
| —   | Vacante                  | –     | 23 marzo 1999     | —      | Guaynabo, Porto Rico      | Superestrellas de la Lucha Libre     | Reso vacante dopo un match tra Ray Gonzalez e Pierroth Jr. |        |
| 59  | Ray González             | 9     | 3 aprile 1999     | 1      | Guaynabo, Porto Rico      | Superestrellas de la Lucha Libre     | Sconfigge Pierroth Jr. nel rematch | [ 4 ]  |
| 60  | Pierroth Jr.             | 1     | 4 aprile 1999     | 13     | San Germán, Porto Rico    | Superestrellas de la Lucha Libre     | |        |
| 61  | Ray González             | 10    | 17 aprile 1999    | 119    | Guaynabo, Porto Rico      | Superestrellas de la Lucha Libre     | | [ 5 ]  |
| 62  | Carlos Colón             | 25    | 14 agosto 1999    | 91     | Caguas, Porto Rico        | Superestrellas de la Lucha Libre     | |        |
| —   | Vacante                  | –     | 13 novembre 1999  | —      | Naguabo, Porto Rico       | Superestrellas de la Lucha Libre     | Reso vacante dopo un match tra Carlos Colón e Ray González |        |
| 63  | Carlos Colón             | 26    | 27 novembre 1999  | 42     | Guaynabo, Porto Rico      | Superestrellas de la Lucha Libre     | |        |
| 64  | Ray González             | 11    | 8 gennaio 2000    | 21     | Fajardo, Porto Rico       | Superestrellas de la Lucha Libre     | |        |
| 65  | Carly Colón              | 1     | 29 gennaio 2000   | 21     | Carolina, Porto Rico      | Superestrellas de la Lucha Libre     | |        |
| 66  | Ray González             | 12    | 19 febbraio 2000  | 148    | Carolina, Porto Rico      | Superestrellas de la Lucha Libre     | |        |
| 67  | Carly Colón              | 2     | 16 luglio 2000    | 76     | Caguas, Porto Rico        | Superestrellas de la Lucha Libre     | |        |
| 68  | Curt Hennig              | 1     | 30 settembre 2000 | 4      | Caguas, Porto Rico        | Superestrellas de la Lucha Libre     | | [ 6 ]  |
| —   | Vacante                  | –     | 10 aprile 2000    | —      |                           | Superestrellas de la Lucha Libre     | Reso vacante dopo un match terminato in pareggio per limite di tempo tra Curt Hennig e Carly Colón | [ 7 ]  |
| 69  | Carly Colón              | 3     | 25 novembre 2000  | 84     | Carolina, Porto Rico      | Superestrellas de la Lucha Libre     | Sconfigge Hennig nel rematch |        |
| 70  | Jerry Flynn              | 1     | 17 febbraio 2001  | 14     | Manatí, Porto Rico        | Superestrellas de la Lucha Libre     | |        |
| 71  | El Bronco                | 2     | 3 marzo 2001      | 28     | Carolina, Porto Rico      | Superestrellas de la Lucha Libre     | |        |
| 72  | Ray González             | 13    | 31 marzo 2001     | 77     | Carolina, Porto Rico      | Superestrellas de la Lucha Libre     | |        |
| —   | Vacante                  | –     | 16 giugno 2001    | —      |                           | Superestrellas de la Lucha Libre     | Reso vacante dopo un match tra Ray González e Super Gladiador (Ricky Frontán) | [ 7 ]  |
| 73  | Ray González             | 14    | 7 luglio 2001     | 147    | Carolina, Porto Rico      | Superestrellas de la Lucha Libre     | Sconfigge Super Gladiador nel rematch. |        |
| 74  | Carly Colón              | 4     | 1 dicembre 2001   | 126    | Caguas, Porto Rico        | Superestrellas de la Lucha Libre     | |        |
| —   | Vacante                  | –     | 6 aprile 2002     | —      |                           | Superestrellas de la Lucha Libre     | Carly Colón cede il titolo a Vampiro, dopo un match tra i due dal controverso finale |        |
| 75  | Vampiro                  | 1     | 6 aprile 2002     | <1     | Caguas, Porto Rico        | Superestrellas de la Lucha Libre     | |        |
| —   | Vacante                  | –     | 6 aprile 2002     | —      |                           | Superestrellas de la Lucha Libre     | Revocato per decisione ufficiale |        |
| 76  | Carly Colón              | 5     | 13 aprile 2002    | 203    | Fajardo, Porto Rico       | Superestrellas de la Lucha Libre     | Sconfigge Vampiro nel rematch |        |
| 77  | Konnan                   | 1     | 2 novembre 2002   | 21     | San Sebastián, Porto Rico | Superestrellas de la Lucha Libre     | |        |
| 78  | Carly Colón              | 6     | 23 novembre 2002  | 56     | Las Piedras, Porto Rico   | Superestrellas de la Lucha Libre     | |        |
| 79  | Chicky Starr             | 1     | 18 gennaio 2003   | 14     | Morovis, Porto Rico       | Superestrellas de la Lucha Libre     | |        |
| 80  | Carly Colón              | 7     | 1 febbraio 2003   | 42     | Humacao, Porto Rico       | Superestrellas de la Lucha Libre     | |        |
| 81  | Sabu                     | 1     | 15 marzo 2003     | 77     | Carolina, Porto Rico      | Superestrellas de la Lucha Libre     | |        |
| 82  | Carly Colón              | 8     | 31 maggio 2003    | 7      | Carolina, Porto Rico      | Superestrellas de la Lucha Libre     | |        |
| —   | Vacante                  | –     | 7 giugno 2003     | —      | Cayey, Porto Rico         | Superestrellas de la Lucha Libre     | Reso vacante dopo un match tra Carly Colón ed El Bronco |        |
| 83  | Carly Colón              | 9     | 14 giugno 2003    | 13     | Cataño, Porto Rico        | Superestrellas de la Lucha Libre     | Sconfigge El Bronco nel rematch |        |
| —   | Vacante                  | –     | 27 giugno 2003    | —      |                           | Superestrellas de la Lucha Libre     | Reso vacante dopo la firma di Carly Colón con la World Wrestling Entertainment |        |
| 84  | Lightning                | 1     | 18 luglio 2003    | 37     | Guayama, Porto Rico       | Superestrellas de la Lucha Libre     | Sconfigge Eddie Colón nella finale di un torneo |        |
| 85  | Ricky Cruz               | 1     | 24 agosto 2003    | 20     | Guayanilla, Porto Rico    | Superestrellas de la Lucha Libre     | |        |
| 86  | El Diamante              | 1     | 13 settembre 2003 | 98     | Yabucoa, Porto Rico       | Superestrellas de la Lucha Libre     | |        |
| 87  | Carly Colón              | 10    | 20 dicembre 2003  | 14     | Caguas, Porto Rico        | Superestrellas de la Lucha Libre     | |        |
| 88  | Abdullah the Butcher     | 5     | 3 gennaio 2004    | 252    | Bayamón, Porto Rico       | Superestrellas de la Lucha Libre     | |        |
| —   | Vacante                  | –     | 11 settembre 2004 | —      |                           | Superestrellas de la Lucha Libre     | |        |
| 89  | El Bronco                | 3     | 25 settembre 2004 | 42     | Carolina, Porto Rico      | Superestrellas de la Lucha Libre     | Sconfigge Huracán Castillo Jr. nella finale di un torneo |        |
| 90  | Eddie Colón              | 1     | 6 novembre 2004   | 35     | Guaynabo, Porto Rico      | Superestrellas de la Lucha Libre     | |        |
| —   | Vacante                  | –     | 11 dicembre 2004  | —      | Caguas, Porto Rico        | Superestrellas de la Lucha Libre     | Reso vacante dopo un match tra Eddie Colón e Titus |        |
| 91  | Eddie Colón              | 2     | 6 gennaio 2005    | 142    | Caguas, Porto Rico        | Crossfire 2004                       | Sconfigge Titus nel rematch |        |
| 92  | El Diamante              | 2     | 28 maggio 2005    | 49     | Gurabo, Porto Rico        | Superestrellas de la Lucha Libre     | |        |
| 93  | Eddie Colón              | 3     | 16 luglio 2005    | 55     | Bayamón, Porto Rico       | Superestrellas de la Lucha Libre     | |        |
| —   | Vacante                  | –     | 9 settembre 2005  | —      | Manatí, Porto Rico        | Superestrellas de la Lucha Libre     | Reso vacante dopo un match tra Eddie Colón e La Amenaza Bryan |        |
| 94  | La Amenaza Bryan         | 1     | 11 settembre 2005 | 59     | Sabana Grande, Porto Rico | Superestrellas de la Lucha Libre     | Sconfigge Eddie Colón nel rematch |        |
| 95  | Glamour Boy Shane        | 2     | 6 novembre 2005   | 90     | Mayagüez, Porto Rico      | Superestrellas de la Lucha Libre     | |        |
| 96  | La Amenaza Bryan         | 2     | 4 febbraio 2006   | 49     | Bayamón, Porto Rico       | Superestrellas de la Lucha Libre     | |        |
| 97  | Lance Hoyt               | 1     | 25 marzo 2006     | <1     | Carolina, Porto Rico      | Superestrellas de la Lucha Libre     | |        |
| 98  | Black Pain               | 1     | 25 marzo 2006     | 140    | Carolina, Porto Rico      | Superestrellas de la Lucha Libre     | |        |
| 99  | La Amenaza Bryan         | 3     | 12 agosto 2006    | 39     | Bayamón, Porto Rico       | Aniversario 2006                     | | [ 8 ]  |
| —   | Vacante                  | –     | 20 settembre 2006 | —      |                           | Superestrellas de la Lucha Libre     | Amenaza Bryan fu privato del titolo dopo il suo abbandono della compagnia a causa di dissidi economici e creativi |        |
| 100 | Abbad                    | 1     | 30 settembre 2006 | 28     | Bayamón, Porto Rico       | Superestrellas de la Lucha Libre     | Vince un torneo indetto per l'assegnazione del titolo | [ 9 ]  |
| 101 | Jon Heidenreich          | 1     | 28 ottobre 2006   | 49     | Bayamón, Porto Rico       | Superestrellas de la Lucha Libre     | | [ 10 ] |
| 102 | Jose Luis Rivera         | 1     | 30 novembre 2006  | 28     | Bayamón, Porto Rico       | Superestrellas de la Lucha Libre     | |        |
| 103 | Carlito Caribbean Cool   | 11    | 16 dicembre 2006  | <1     | Bayamón, Porto Rico       | Lockout 2006                         | | [ 11 ] |
| —   | Vacante                  | –     | 16 dicembre 2006  | —      |                           | Superestrellas de la Lucha Libre     | Carlito fu privato del titolo da Victor Jovica |        |
| 104 | Jon Heidenreich          | 2     | 16 dicembre 2006  | 21     | Bayamón, Porto Rico       | Lockout 2006                         | Assegnato d'ufficio | [ 12 ] |
| 105 | Eddie Colón              | 4     | 6 gennaio 2007    | 70     | Bayamón, Porto Rico       | Euphoria 2007                        | | [ 13 ] |
| 106 | Alofa The Samoan Tank    | 1     | 17 marzo 2007     | 59     | Bayamón, Porto Rico       | Honor vs Traición 2007               | | [ 14 ] |
| 107 | Apolo                    | 1     | 12 maggio 2007    | 7      | Bayamón, Porto Rico       | Summer Madness 2007                  | | [ 15 ] |
| 108 | Eddie Colón              | 5     | 19 maggio 2007    | 22     | Manatí, Porto Rico        | Superestrellas de la Lucha Libre     | Colón partecipò a una Battle Royal dove Apolo difendeva il titolo | [ 16 ] |
| 109 | Apolo                    | 2     | 10 giugno 2007    | 24     | Yauco, Porto Rico         | Superestrellas de la Lucha Libre     | | [ 17 ] |
| †   | Brent Dail               | —     | 4 luglio 2007     | —      | Stati Uniti               | Superestrellas de la Lucha Libre     | |        |
| 110 | Apolo                    | 3     | 4 luglio 2007     | 10     | Yauco, Porto Rico         | Superestrellas                       | |        |
| 111 | Razor Ramon              | 1     | 14 luglio 2007    | 157    | Mayagüez, Porto Rico      | Aniversario 2007                     | Vince un Three-way match che includeva Carlito e Apolo. | [ 18 ] |
| †   | Biggie Size              | 1     | 15 dicembre 2007  | 14     | Caguas, Puerto Rico       | Lockout 2007                         | Vinse il titolo a tavolino quando Razor Ramon non si presentò e Biggie Size schienò Jack Meléndez. Nonostante fosse stato inizialmente riconosciuto come un regno ufficiale, la WWC disconobbe il passaggio di cintura in seguito. | [ 19 ] |
| —   | Vacante                  | –     | 29 dicembre 2007  | —      |                           | Superestrellas de la Lucha Libre     | Annunciata in uno spot durante la programmazione televisiva, la decisione di rendere vacante il titolo fu ufficializzata dalla compagnia dopo la chiusura della stagione                                                           |        |
| †   | Blitz                    | 1     | 6 gennaio 2008    | 4      | Bayamón, Porto Rico       | IWA Histeria Boricua 2008            | Sconfigge anche Biggie Size in un match di unificazione diventando il primo Undisputed IWA World Heavyweight Champion di Porto Rico ad essere riconosciuto dalla NWA                                                               |        |
| 112 | Noriega                  | 1     | 19 luglio 2008    | 37     | San Juan, Porto Rico      | Aniversario 2008                     | Sconfigge Orlando Colón nella finale di un torneo |        |
| —   | Vacante                  | –     | 25 agosto 2008    | —      |                           | Superestrellas de la Lucha Libre     | Reso vacante quando Noriega lascia la WWC |        |
| 113 | Ray González             | 15    | 21 settembre 2008 | 140    | Bayamón, Porto Rico       | Superestrellas de la Lucha Libre     | Sconfigge Shane e si aggiudica il titolo vacante |        |
| 114 | Steve Corino             | 1     | 8 febbraio 2009   | 62     | Naguabo, Porto Rico       | Superestrellas de la Lucha Libre     | |        |
| 115 | BJ                       | 1     | 11 aprile 2009    | <1     | Bayamón, Porto Rico       | Superestrellas de la Lucha Libre     | Mr. Mac fu l'arbitro ufficiale di questo match |        |
| —   | Vacante                  | –     | 11 aprile 2009    | —      | Bayamón, Porto Rico       | Superestrellas de la Lucha Libre     | BJ viene privato del titolo a causa dell'interferenza nel match da parte di un altro arbitro |        |
| 116 | Steve Corino             | 2     | 11 aprile 2009    | 91     | Bayamón, Porto Rico       | Superestrellas de la Lucha Libre     | L'arbitro ufficiale Mr. Mac riconsegna il titolo a Corino |        |
| 117 | BJ                       | 2     | 11 luglio 2009    | 35     | Bayamón, Porto Rico       | Aniversario 2009                     | |        |
| —   | Vacante                  | –     | 15 agosto 2009    | —      | Bayamón, Porto Rico       | Summer Madness 2009                  | |        |
| 118 | Noriega                  | 2     | 26 settembre 2009 | 1      | Bayamón, Puerto Rico      | Septiembre Negro 2009                | |        |
| 119 | Glamour Boy Shane        | 3     | 27 settembre 2009 | 62     | Aguadilla, Porto Rico     | Superestrellas de la Lucha Libre     | Sconfigge BJ, Noriega e Orlando Colón in un 3-way dance match |        |
| 120 | Noriega                  | 3     | 28 novembre 2009  | 49     | Bayamón, Puerto Rico      | Crossfire 2009                       | Sconfigge BJ, Shane e Orlando Colón in un 3-way dance match |        |
| 121 | BJ                       | 3     | 16 gennaio 2010   | 56     | San Juan, Porto Rico      | Superestrellas de la Lucha Libre     | |        |
| 122 | Ray González             | 16    | 13 marzo 2010     | 42     | Caguas, Porto Rico        | Superestrellas de la Lucha Libre     | |        |
| 123 | Scott Steiner            | 1     | 24 aprile 2010    | 35     | Bayamón, Porto Rico       | Superestrellas de la Lucha Libre     | |        |
| —   | Vacante                  | –     | 29 maggio 2010    | —      | Bayamón, Porto Rico       | Summer Madness 2010                  | Reso vacante dopo un match tra Steiner e Ray González terminato in no contest |        |
| 124 | Ray González             | 17    | 11 luglio 2010    | 20     | Bayamón, Porto Rico       | Aniversario 2010                     | Sconfigge Scott Steiner nel rematch arbitrato da Ricky Banderas |        |
| 125 | Shelton Benjamin         | 1     | 31 luglio 2010    | 119    | Bayamón, Porto Rico       | La Revolución 2010                   | |        |
| 126 | Carlito Caribbean Cool   | 12    | 27 novembre 2010  | 42     | Bayamón, Porto Rico       | Crossfire 2010                       | |        |
| 127 | Ricky Banderas           | 1     | 8 gennaio 2011    | 42     | Bayamón, Porto Rico       | Euphoria 2011                        | |        |
| —   | Vacante                  | –     | 19 febbraio 2011  | —      |                           | Superestrellas de la Lucha Libre     | Reso vacante quando Banderas lascia la IWA |        |
| 128 | Steve Corino             | 3     | 23 aprile 2011    | 42     | Bayamón, Porto Rico       | Superestrellas de la Lucha Libre     | Sconfigge Carlito Caribbean Cool, Shane the Glamour Boy e Gilbert in un 4-way gauntlet match |        |
| 129 | Carlito Caribbean Cool   | 13    | 4 giugno 2011     | 274    | Caguas, Porto Rico        | Summer Madness 2011                  | |        |
| 130 | Gilbert                  | 1     | 4 marzo 2012      | 118    | Bayamón, Porto Rico       | Noche de Campeones 2012              | |        |
| 131 | Apolo                    | 3     | 30 giugno 2012    | 70     | Bayamón, Porto Rico       | Aniversario 39                       | |        |
| 132 | Andy Leavine             | 1     | 8 settembre 2012  | 50     | Bayamón, Porto Rico       | Septiembre Negro 2012                | Sconfigge Apolo e Gilbert in un 3-way match |        |
| 133 | Ray González             | 18    | 28 ottobre 2012   | 126    | Bayamón, Porto Rico       | Halloween Wrestling Xtravaganza 2012 | |        |
| 134 | El Super Fénix (Gilbert) | 2     | 3 marzo 2013      | 24     | Bayamón, Porto Rico       | Superestrellas de la Lucha Libre     | Sconfigge Ray González in un Hair vs Title Match |        |
| 135 | Ray González             | 19    | 27 marzo 2013     | 45     | Bayamón, Porto Rico       | Superestrellas de la Lucha Libre     | |        |
| 136 | Chris Angel              | 1     | 11 maggio 2013    | 189    | Cataño, Porto Rico        | Summer Madness 2013                  | |        |
| 137 | TNT                      | 2     | 16 novembre 2013  | 29     | Bayamón, Porto Rico       | Crossfire 2013                       | |        |
| 138 | The Mighty Ursus         | 1     | 15 dicembre 2013  | 35     | Bayamón, Porto Rico       | Lockout 2013                         | Sconfigge TNT e Chris Angel in un 3-way match |        |
| 139 | TNT                      | 3     | 19 gennaio 2014   | 48     | Bayamón, Porto Rico       | Superestrellas de la Lucha Libre     | |        |
| 140 | Ray González             | 20    | 8 marzo 2014      | 133    | Bayamón, Porto Rico       | Superestrellas de la Lucha Libre     | |        |
| 141 | The Mighty Ursus         | 2     | 19 luglio 2014    | 140    | Bayamón, Porto Rico       | Superestrellas de la Lucha Libre     | |        |
| 142 | Carlito Caribbean Cool   | 14    | 6 dicembre 2014   | 29     | Bayamón, Porto Rico       | Lockdown 2014                        | |        |
| 143 | Ray González             | 21    | 4 gennaio 2015    | 13     | Mayagüez, Porto Rico      | Euphoria 2015                        | |        |
| —   | Vacante                  | –     | 17 gennaio 2015   | —      |                           | Superestrellas de la Lucha Libre     | Reso vacante a causa di controversie nella vittoria del titolo da parte di González |        |
| 144 | Carlito Caribbean Cool   | 15    | 24 gennaio 2015   | 70     | Bayamón, Porto Rico       | La Hora de la Verdad 2015            | Sconfigge Ray González nel rematch |        |
| 145 | El Chicano               | 1     | 4 aprile 2015     | 119    | Bayamón, Porto Rico       | Camino a la Gloria 2015              | |        |
| 146 | Mr. 450                  | 1     | 1 agosto 2015     | 218    | Bayamón, Porto Rico       | Noche de Campeones 2015              | |        |
| 147 | Carlito Caribbean Cool   | 16    | 6 marzo 2016      | 192    | Bayamón, Porto Rico       | Superestrellas de la Lucha Libre     | |        |
| —   | Vacante                  | –     | 14 settembre 2016 | —      | Bayamón, Porto Rico       | En Ruta a Aniversario Día 1          | Reso vacante dopo un match tra Carly Colón e Mr. 450 |        |
| 148 | Carly Colón              | 17    | 18 settembre 2016 | 76     | Isabela, Porto Rico       | En Ruta a Aniversario Día 2          | Sconfigge Mr. 450 nel rematch |        |
| —   | Vacante                  | –     | 3 dicembre 2016   | —      | Carolina, Porto Rico      | Lockout 2016                         | Reso vacante dopo un match tra Carlito e Alberto Del Rio |        |
| 149 | Mr. 450                  | 2     | 15 aprile 2017    | 1      | Bayamón, Porto Rico       | Camino a la Gloria 2017              | Sconfigge Ray González nella finale di un torneo |        |
| 150 | Thunder                  | 1     | 16 aprile 2017    | 41     | Arecibo, Porto Rico       | Camino a la Gloria 2017              | Sconfigge Mr. 450, Ray González e Apolo in un 4-way match |        |
| 151 | Ray González             | 22    | 27 maggio 2017    | 323    | Bayamón, Porto Rico       | Superestrellas de la Lucha Libre     | |        |
| —   | Vacante                  | –     | 15 aprile 2018    | —      | Dorado, Porto Rico        | Superestrellas de la Lucha Libre     | Reso vacante da Victor Jovica dopo che Ray Gonzalez perse un tag team match |        |
| 152 | Mighty Ursus             | 3     | 29 aprile 2018    | 129    | Dorado, Porto Rico        | Superestrellas de la Lucha Libre     | Sconfigge Thunder per aggiudicarsi il titolo vacante |        |
| 153 | Xix Xavant               | 1     | 5 settembre 2018  | 206    | Guaynabo, Porto Rico      | Superestrellas de la Lucha Libre     | |        |
| 154 | Gilbert                  | 3     | 30 marzo 2019     | 140    | Morovios, Porto Rico      | Superestrellas de la Lucha Libre     | |        |
| 155 | Orlando Colón            | 1     | 17 agosto 2019    | 343+   | Guaynabo, Porto Rico      | WWC Aniversario 46 - Day 2           | |        |
| 156 | Gilbert                  | 4     | 20 febbraio 2021  | 287    | San Juan, Porto Rico      | Cuentas Pendientes                   | Sconfigge Orlando in un TLC match grazie all'intervento di Cinta De Oro. |        |
| 157 | Carlos Calderón          | 1     | 4 dicembre 2021   | 119    | Ponce, Porto Rico         | House Show                           | |        |
| 158 | Xavant                   | 2     | 2 aprile 2022     | 124    | Manatí, Porto Rico        | House Show                           | |        |
| 159 | Intelecto 5 Estrellas    | 1     | 6 agosto 2022     | 309+   | Bayamón, Porto Rico       | Aniversario 49                       | |        |